# Very ’eavy… Very ’umble
A Very 'eavy… Very 'umble a brit Uriah Heep debütáló albuma, mely 1970-ben jelent meg, a Mercury Records (Amerikai Egyesült Államok), valamint a Vertigo és Bronze Records kiadók (Anglia) gondozásában. Az Egyesült Államokban kapható lemezeken csak a zenekar neve volt olvasható a borítón, mely különbözött az eredeti angol kiadásétól. Ezenkívül az amerikai változatra a Bird of Prey című szám került a Lucy Blues helyére.

## Felvételek, zenei stílus
Az album felvételei 1969. júliusában kezdődtek Gerry Bron produceri közreműködésével. A stúdiózás során több hátráltató tényező is nehezítette a korong létrejöttét, így a felvételek 1970. áprilisáig húzódtak. Alex Napier a zenekar dobosa a stúdiózás közben jelentette be távozását, helyére Nigel Olsson került, aki korábban Elton John mellett bukkant fel. Mick Box visszaemlékezése szerint tovább nehezítette a felvételeket a szomszéd stúdióban dolgozó Deep Purple is, akik a Uriah Heephez hasonlóan szintén nem spóroltak a hangerővel. A dalokat Mick Box és David Byron írta, a zenekar későbbi meghatározó dalszerzője a billentyűs hangszereken játszó Ken Hensley ekkor még nem vett részt a kreatív folyamatban.
Zenei szempontból az együttes kezdte elhagyni a korai időkben jellemző blues-rock hangzást, hogy egy keményebb gitárcentrikus megszólalást érjenek el. Ennek megfelelően a lemez úttörőnek számít a hard rock és a korai heavy metal hangzások létrejöttében. Ugyan a Vanilla Fudge és a korai Deep Purple hatása még érezhető a lemezanyagon, de Byron jellegzetes hangja felismerhetővé teszi az együttes hangzásvilágát, melyben nagy szerephez jut a kemény gitárhangzás mellett Hensley orgonajátéka is. A hard rock mellett pszichedelikus hangulatok, blues-rockos felhangok és progresszív rockos törekvések is felfedezhetőek a dalokban. A lemezről csak a nyitó "Gypsy" vált klasszikussá, mely a mai napig az együttes koncertprogramjának megkerülhetetlen darabja.
A lemezt meglehetősen ellenségesen fogadta a korabeli kritika, a negatív írások közül is kiemelkedik Melissa Mills a Rolling Stone írójának a cikke, melyben kifejtette, hogy öngyilkos lesz, ha a Uriah Heep ezzel a lemezzel sikeressé válik.
Az évek múlásával azonban enyhülni látszottak a kritikák, mára pedig a Very 'eavy… Very 'umble lemezt gyakran nevezik klasszikusnak, egyben a heavy metal egyik legkorábbi előfutárának.

## A számok listája
1. Gypsy (Box, Byron)	– 6:37
2. Walking in Your Shadow (Byron, Newton)	– 4:31
3. Come Away Melinda	 (Hellerman, Minkoff)	– 3:46
4. Lucy Blues (Box, Byron)	– 5:08
5. Dreammare (Newton)	 – 4:39
6. Real Turned On (Box, Byron, Newton) –	 3:37
7. I'll Keep on Trying (Box, Byron)	– 5:24
8. Wake Up (Set Your Sights) (Box, Byron)	– 6:22

Csak az USA kiadáson
1. "Bird of Prey"	 (Box, Byron, Hensley, Newton)	– 4:05

## Előadók

### Az együttes tagjai
- David Byron – ének
- Ken Hensley – orgona, ének
- Mick Box – gitár
- Paul Newton – basszusgitár, ének
- Nigel Olsson – dob és egyéb ütősök

### További zenészek
- Alex Napier – dob az 1–3 és 6–8 számokon
- Colin Wood – billentyűsök ("Come Away Melinda", "Wake Up (Set Your Sights)")
- Keith Baker – dob ("Bird of Prey")